# Шушань
Шуша́нь (кит. упр. 蜀山, пиньинь Shǔshān) — район городского подчинения городского округа Хэфэй провинции Аньхой (КНР).

## История
После того, как во время гражданской войны эти места в 1949 году перешли под контроль коммунистов, здесь в 1949 году был образован Район №3. В 1951 году он был переименован в Западный городской район (西市区).
В 2002 году Западный городской район был переименован в район Шушань.

## Административное деление
Район делится на 8 уличных комитетов и 4 посёлка.